# Princess Princess (banda)
PRINCESS PRINCESS (プリンセス プリンセス Purinsesu Purinsesu?) (también conocidas en Japón como Puri-Puri). Fue una banda femenina de J-pop, y J-rock activa en los años 80 y la década de los 90. El grupo tuvo dos nombres alternos al mencionado, el primero fue Akasaka Komachi, (赤坂小町, Komachi Akasaka) y el segundo Julian Mama. Posteriormente re-nombrarían el nombre de la banda a Princess Princess.

## Primeros años (1983 - 1985)
En el año 1983 la empresa TDK Records realizó una audición de más de 1400 aspirantes para formar una banda femenina, que paso a llamarse Akasaka Komachi, Tras formarse, las chicas recibieron adiestramiento para desarrollar sus habilidades artísticas, comenzado como un grupo de género idol japonés. Hacia marzo de 1984 la agrupación realizó la primera de varias presentaciones en la televisión japonesa obteniendo un éxito moderado.

### Problemas internos
En 1985 la banda se deslindó de TDK Records y cambió su nombre artístico a Julian Mama, En mayo de 1986 hizo su debut discográfico publicado por CBS Records. En la actualidad Sony Music Entertainment Japan. Meses después en agosto del mismo año, las chicas cambiaron nuevamente de gestión hacia la empresa Shinko Music Entertainment, Pese a esto, el director de la empresa se negaba a representarlas, sin embargo un empleado de la empresa había visto tocar a las chicas y creía en su éxito, por lo que finalmente fueron aceptadas. Ese mismo año la agrupación realizó entonces siete conciertos, presentándose en pequeñas localidades alrededor de Tokio.
En 1987 el grupo, lanzó su primer single bajo el nombre artístico de PRINCESS PRINCESS, (este sería desde entonces el nombre definitivo de la banda), con su tema "Koi wa Balance" (Love Is Balance). Letra compuesta por la guitarrista principal de la banda (Kanako Nakayama), y con la música a cargo del músico Saburo Suzuki, debido a esto las chicas decidieron que ellas se encargarían de producir su propio estilo musical. Encargándose del mismo todas las miembros, destacándose a Kaori Okui.
La banda luchaba por darse a conocer más entre el público por lo que realizaron presentaciones en muchos lugares,  sin embargo todas en escenarios pequeños. Así mismo liberaron su segundo sencillo titulado Sekai de Ichiban Atsui Natsu (The Hottest Summer in the World). Mismo que obtuvo poco éxito, en un comienzo.

### Salto a la fama
En 1988 el grupo lanzaría su tercer álbum nombrado "Here We Are" acompañado de una gira para promocionar el mismo. Dicho álbum que contiene los temas 19 Growing Up, My Will, Go Away Boy y Romancin' Blue, demostrarían su crecimiento artístico y comercial. Su sencillo Go Away Boy alcanzó el puesto número 20 en la lista de oricon. A sí mismo continuaron haciendo presentaciones en múltiples lugares, pasando de clubs pequeños a salas públicas. En abril de 1988 obtuvieron su primera oportunidad para tocar en el Shibuya Public Hall, agotándose las entradas en tan solo dos horas. Su mánager comenzó a llorar de felicidad tras esta noticia. Continuarían entonces su éxito musical, culminando sus presentaciones en enero de 1989 en el Nippon Budokan. 
PRINCESS PRINCESS llegaría a la cima de su carrera, en abril de 1989, con el lanzamiento de su sencillo "Diamonds" que obtuvo un rotundo éxito posicionándose en el puesto número 1 en las listas de oricon.

### La década de 1990 y sus éxitos
Los inicios de la década de 1990 consolidó a la banda en su punto máximo de éxitos, presentándose en 56 distintos lugares donde lanzaron sus siguientes sencillos, el primero titulado "Oh Yeah! que fue liberado exactamente un año después de su antecesor "Diamonds" alcanzando también el puesto número 1. El grupo terminaría el año con la publicación de un nuevo álbum, y de una racha de éxitos imparable con el single Julian al término del año y el tema Kiss en mayo de 1991, todos en la posición número 1. Tras su racha de éxitos, Princess Princess continuaría publicando singles, a este le siguieron "Seven Years After" que obtuvo el tercer lugar, y en diciembre de 1991 finalizaron con su sexto álbum,  titulado "Dolls in actions"
En 1992 la banda redujo su producción musical,  únicamente lanzaron un sencillo ""Pilot-ni Naritakute". Así como un álbum de copilación de singles que abarcan el periodo (1987 – 1992), sin embargo cerraron el año con su séptimo álbum de estudio: "Bee-Beep", que fue publicado en enero de 1993. En mayo del mismo año, la tecladista Konno, sufrió una Pérdida de audición total, en uno de sus oídos, provocando que casi fuera reemplazada, debido a que las chicas se encontraban en su gira de verano, sin embargo dicha patología fue pasajera y pudo volver a los escenarios solo un mes después. Manteniéndose latente la idea de que tendría que ser sustituida ante una recaída. 
Con estos sucesos, Princess Princess experimento posteriormente una decadencia notable en sus ventas y producción artística. Pese a esto a finales de 1993, liberaron su octavo álbum titulado Majestic. En 1994 Konno lanzó su primer álbum en solitario, a esta le seguiría los mismos pasos Okui. Debido a esto la banda optó por publicar otro álbum de recopilaciones.

## Separación
Para 1995, las chicas anunciaron que se disolverían. Decisión que fue tomada previamente en diciembre de 1994. Declarando posteriormente que tenían desacuerdos musicales entre las miembros, la dirección y la trayectoria con que se había manejado su carrera artística durante los años 80. Además de problemas internos entre las mismas. Por su parte Kaori mencionó que le era muy difícil seguir el ritmo de trabajo en la composición de las letras, ella declaró: «En el pasado parecía que las canciones venían del cielo, pero a medida que fue pasando el tiempo, comenzó a ser una lucha». concluyó.
En agosto de dicho año Princess Princess anunció su retiro oficial y definitivo,  a este hecho le siguió la liberación de su último sencillo que llevó por nombre "Fly Baby Fly" mismo que obtuvo una venta baja, tomando como referencia a sus antecesores trabajos vendiendo solo 32 mil copias. Finalmente publicaron su último álbum que llevó el título The last Princess como una forma de decir "Hasta Pronto" a sus fanes.
En 1996, la banda realizó su última gira por Japón, acompañada de tres noches consecutivas en el Nippon Budokan, concluyendo así el 31 de mayo de 1996.

## Reencuentro en 2012
Tras 16 años de su separación, Princess Princess anuncio un reencuentro, en una gira de conciertos que tuvieron lugar en noviembre de 2012, para recaudar fondos destinados al Terremoto y tsunami de Japón de 2011.

## Reencuentro en 2016
El 27 de agosto de 2015, la banda anuncio un segundo reencuentro, que se llevó a cabo en marzo de 2016.

## Curiosidades
- Las chicas de PRINCESS PRINCESS, mantienen una estrecha relación de amistad con Chisato Moritaka. Realizando duetos junto a ella en el pasado, y mostrando su apoyo artístico mutuo.

## Discografía

### Álbumes de estudio
| 21 de mayo de 1986      | Kiss de Hanzai (Kiss de Crime) |
| 21 de mayo de 1987      | TELEPORTATION                  |
| 26 de febrero de 1988   | HERE WE ARE                    |
| 7 de noviembre de 1988  | LET'S GET CRAZY                |
| 17 de noviembre de 1989 | LOVERS                         |
| 21 de diciembre de 1990 | PRINCESS PRINCESS              |
| 7 de diciembre de 1991  | DOLLS IN ACTION                |
| 21 de enero de 1993     | BEE-BEEP                       |
| 22 de diciembre de 1993 | Majestic                       |
| 13 de diciembre de 1995 | The Last Princess              |

### Álbumes en vivo
| 1 de diciembre de 1996 | The Last Live                                                  |
| 2013                   | Very Best of PRINCESS PRINCESS TOUR 2012 - Saikai - at Budokan |

### Sencillos
| 22 de abril de 1987     | Koi wa Balance                                                 |
| 16 de julio de 1987     | Sekai de Ichiban Atsui Natsu (The Hottest Summer in the World) |
| 21 de noviembre de 1987 | MY WILL                                                        |
| 26 de febrero de 1988   | 19 GROWING UP -ode to my buddy-                                |
| 21 de mayo de 1988      | GO AWAY BOY                                                    |
| 21 de octubre de 1988   | GET CRAZY!                                                     |
| 21 de abril de 1989     | Diamonds                                                       |
| 1 de julio de 1989      | Sekai de Ichiban Atsui Natsu <ORIGINAL VERSION>                |
| 21 de abril de 1990     | OH YEAH!                                                       |
| 21 de noviembre de 1990 | Julian                                                         |
| 10 de mayo de 1991      | KISS                                                           |
| 25 de octubre de 1991   | SEVEN YEARS AFTER                                              |
| 5 de febrero de 1992    | Jungle Princess                                                |
| 21 de mayo de 1992      | Pilot ni Naritakute                                            |
| 2 de diciembre de 1992  | POWER/REGRET                                                   |
| 3 de mayo de 1993       | Dakara Honey                                                   |
| 10 de noviembre de 1993 | Futari ga Owaru Toki                                           |
| 1 de mayo de 1994       | THE SUMMER VACATION                                            |
| 10 de febrero de 1995   | Birthday Song                                                  |
| 21 de octubre de 1995   | Fly Baby Fly                                                   |
| 1 de febrero de 1996    | Natsu no Owari                                                 |

### Best Albums/Compilaciones
| 15 de julio de 1992  | Singles 1987-1992     |
| 25 de agosto de 1994 | Presents              |
| 2 de febrero de 1996 | The Greatest Princess |
| 1 de junio de 1996   | The Complete Princess |
| 2012                 | The Rebirth Best      |

### Vídeos
| 1989 | VÍDEO CLIPS PRINCESS PRINCESS             |
| 1991 | VIDEO CLIPS2 PRINCESS PRINCESS            |
| 1992 | DOLLS IN LAS VEGAS                        |
| 1992 | VIDEO SINGLES 1987-1992                   |
| 1994 | VIDEO CLIPS3 PRINCESS PRINCESS            |
| 1996 | The Platinum Days-1 The Greatest PRINCESS |
| 1996 | The Platinum Days-2 The Greatest PRINCESS |

### Conciertos
| 1 de agosto de 1988     | PRINCESS 2 PANIC TOUR 〜HERE WE ARE                                  |
| 24 de diciembre de 1989 | LET'S GET CRAZY Live at BUDOKAN                                      |
| 22 de junio de 1994     | Spartan at Budokan 1994                                              |
| 21 de agosto de 1996    | The Last Live                                                        |
| 27 de marzo de 2013     | PRINCESS PRINCESS TOUR 2012～ Return at Budokan                      |
| 25 de diciembre de 2013 | PRINCESS PRINCESS TOUR 2012～ Return The Last Princess at Tokyo Dome |
| 8 de marzo de 2017      | PRINCESS PRINCESS TOUR 2012-2016 Saikai -FOR EVER                    |